# Begonia oreodoxa
Espèce
Begonia oreodoxa est une espèce de plantes de la famille des Begoniaceae. Ce bégonia est originaire de  Chine.
L'espèce fait partie de la section Platycentrum.
Elle a été décrite en 1995 par Faith Chun et Woon Young Chun (1890-1971). L'épithète spécifique oreodoxa, du grec oreos, montagne, et doxa, gloire, qui signifie « splendeur de la montagne », en référence à sa floraison spectaculaire.

## Répartition géographique
Cette espèce est originaire du pays suivant : Chine.